# Petro Welt Technologies
Petroleum Engineering and  World Technology GmbH ist eine österreichische Kapitalgesellschaft, die sich als Dienstleister im Erdgas- und Erdölfördergeschäft in Kasachstan betätigt. 

## Geschichte
Das Unternehmen wurde 1991 in Celle in Niedersachsen gegründet und steht seit 2014 im mehrheitlichen Besitz des französischen Ölmanagers Maurice Dijols. Mit den russischen Unternehmen Lukoil und TNK-BP wurden die Joint-Ventures CATKoneft (Standort Kogalym) und CATOBNEFT (Standort Nischnewartowsk) gegründet, die 2002 bzw. 2004 vollständig an C.A.T. Oil gingen. 1993 wurde der Unternehmenssitz aus steuerlichen Gründen nach Baden bei Wien verlegt. Heute hat die Gesellschaft ihren Sitz in Wien, die operativen Einheiten sind in Kasachstan angesiedelt.
1996 wurde das Unternehmen unter das Dach der zypriotischen Holdinggesellschaft CAT. Holding Ltd. gestellt, die sich nach Unternehmensangaben zunächst mehrheitlich im Besitz von Walter Höft befand, was jedoch in Presseberichten immer wieder angezweifelt wurde. Grossaktionärin bei der C.A.T. Holding Ltd. war bis 2014 auch eine der Firmengründerinnen Anna Brinkmann, die seit Dezember 2008 fast 11 Prozent der C.A.T.-Oil-Aktien hielt und auch als Vorstandsmitglied agierte.
Im Oktober 2014 informierte die Joma Industrial Source Corp., dass sie die mittelbare Kontrolle über 47,7 % der C.A.T. oil AG übernommen hat, und kündigte nach Genehmigung durch die deutsche Finanzdienstleistungsaufsicht BaFin ein Pflichtangebot an die übrigen Aktionäre nach deutschem Recht an. Der indirekte Übergang des 47,7%igen Aktienpakets war durch die Ausübung einer Option zum vollständigen Erwerb der Skible Holdings Limited, einer maßgeblich mittelbaren C.A.T oil Aktionärin, erfolgt. Als Eigentümer der neuen Gesellschafterin Joma stellte sich der langjährige französische Öl-Manager, Herr Maurice Dijols, der Öffentlichkeit vor. Noch während der Laufzeit der Annahmefrist erklärten die vier bisherigen Mitglieder des Vorstandes der C.A.T. Oil, ihre Mandate mit sofortiger Wirkung zurückzulegen bzw. ihre Verträge zu kündigen.
Mit Abschluss des öffentlichen Pflichtangebots im Jänner 2015 erwarb die Joma weitere 39,3 Prozent an der C.A.T. Oil, wodurch der von Maurice Dijols gehaltene Anteil auf rund 87 Prozent stieg. Nach dem darauffolgenden Rücktritt des Aufsichtsrates wählte eine außerordentliche Hauptversammlung Ende Februar 2015 die drei neuen Aufsichtsratsmitglieder: Maurice Dijols, Remi Paul sowie Ralf Wojtek. Die Wahl wurde bei einer ordentlichen Hauptversammlung Ende Juni 2015 bestätigt. Den neuen Vorstand bilden seit der Übernahme Yury Semenov als Vorsitzender des Vorstandes sowie Valeriy Inyushin als Stellvertreter und Finanzvorstand. Die aktuelle Geschäftsführung (Stand April 2025) besteht aus Hr. Denis Stankevich und Kiril Bakhmetyev.
Am 23. August 2016 firmierte die Gesellschaft von C.A.T. Oil AG in Petro Welt Technologies AG um. Nach Delisting von der Börse Frankfurt im August 2023, erfolgte eine Umwandlung in eine GmbH im Dezember 2023. Mit 1. März 2025 wurde der Firmenwortlaut in Petroleum Engineering and World Technology GmbH geändert.
Das Unternehmen beschäftigt sich hauptsächlich mit Hydraulic Fracturing und Side Tracking. Beim Hydraulic-Fracturing-Verfahren wird ein Gel in die Gesteinsschichten verpresst, um die Ausbeute bei der Gas- und Ölförderung zu erhöhen. Beim Side Tracking handelt es sich um eine Tiefbohrtechnik, mit deren Hilfe Schäden an Bohrlöchern umgangen oder neue Lagerstätten abseits eines vorhandenen Bohrlochs erreicht werden können. 